# Sparnberg
Sparnberg is een dorp in de gemeente Hirschberg in de Duitse deelstaat Thüringen. Sparnberg ligt aan de rivier de Saale en maakte tussen 1949 en 1990 deel uit van de communistische DDR.
Sparnberg telde in 2005 ongeveer 160 inwoners.
Sparnberg lag in de DDR direct aan de Duits-Duitse grens. In 1945 werd de brug over de Saale opgeblazen en vanaf 1952 werd de grens verder versterkt, zoals op onderstaande foto uit het midden van de jaren tachtig te zien is. In 1993 werd een nieuwe brug over de Saale geopend.

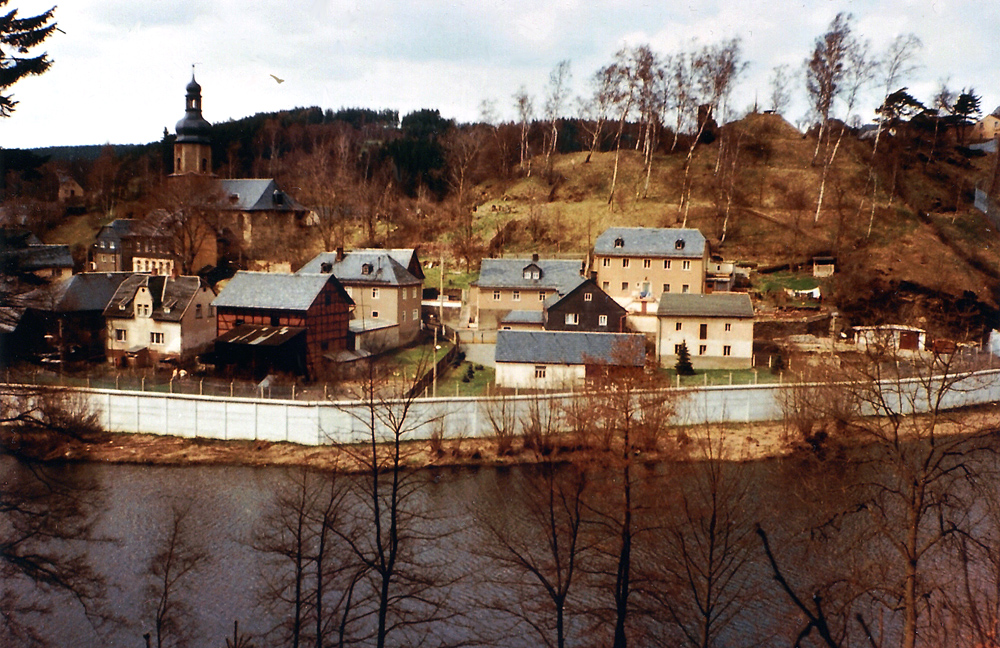
Sparnberg in de jaren tachtig